# 徐士珩
徐士珩（1928年—），男，江苏兴化人，中国高电压工程专家，曾任中国电力科学研究院高级工程师、博士生导师。